# Stargazing (EP Kygo)
Stargazing è un extended play del produttore discografico e DJ Kygo. È stato pubblicato da Sony Music e Ultra Music il 22 settembre 2017.

## Tracce
- Stargazing - edizione standard

1. ''Stargazing'' (ft. Justin Jesso) - 3:45
2. ''It Ain't Me'' (con Selena Gomez) - 3:40
3. ''First Time'' (con Ellie Goulding) - 3:14
4. ''This Town'' (ft. Sasha Sloan) - 3:22
5. ''You're the Best Thing About Me'' (vs. U2) - 4:18

## Classifiche

### Classifica settimanale
| Classifica (2017)                  | Posizione massima |
| ---------------------------------- | ----------------- |
| Australia                          | 40                |
| Canada                             | 17                |
| Francia                            | 160               |
| Nuova Zelanda                      | 30                |
| Stati Uniti Dance/Electronic Songs | 137               |
| Stati Uniti Billboard 200          | 3                 |
| Svezia                             | 12                |

### Classifica di fine anno
| Classifica (2017)                  | Posizione massima |
| ---------------------------------- | ----------------- |
| Stati Uniti Dance/Electronic Songs | 25                |

## Certificazioni
| Paese     | Certificazione |
| --------- | -------------- |
| Australia | Platino        |